# Diomedes aus Dokimeion
Diomedes (altgriechisch Διομήδης) war ein antiker Bildhauer der späten römischen Kaiserzeit aus Dokimeion in Zentralphrygien.
Diomedes ist heute aus einer Inschrift aus Ikonion (heute Konya) bekannt, in der er mit seinem Kollegen Limnaios als aus Dokimeion stammende Bildhauer (altgriechisch ἀγαλματογλύφοι Δοκιματογλύφοι) geführt wird. Wahrscheinlich waren sie in Ikonion tätig. Werke können ihnen nicht zugewiesen werden.